# AIM-174
El AIM-174 es un Misil aire-aire (AAM) de largo alcance desarrollado por el contratista Raytheon para la Armada de los Estados Unidos, es una versión modificada del misil naval RIM-174 Standard ERAM. El misil fue revelado al público en julio de 2024 en el ejercicio RIMPAC 2024, actualmente solo está confirmado que la única plataforma capaz de alojar este misil es el Boeing F/A-18 Super Hornet. Este misil pretende ser el sustituto del AIM-54 Phoenix, cumpliendo un rol similar. Desde la baja de alta del AIM-54 Phoenix en 2004, la US Navy no ha podido cubrir el rol de dicho misil con otro, debido a las características únicas del Phoenix 

## Diseño
El AIM-174, como se mencionó anteriormente, está basado en el misil tierra-aire RIM-174 Standard ERAM, desplegado en los buques de la Armada de los Estados Unidos y la Armada Real Australiana. Su versión aire-aire (el AIM-174) sufrirá escasas modificaciones más que la eliminación de un cohete potenciador Mk27. Hay, eso sí, confirmación visual concluyente de que el AIM-174 es algo más de 5 veces más pesado que el AIM-120 AMRAAM, pesando el AIM-174 unos 861kg. 

#### Alcance
Aunque es desconocido actualmente el alcance de este misil, se especula que podría tener un alcance similar al de su contraparte naval, el RIM-174 Standard ERAM, el cual puede alcanzar distancias de hasta 460km, aunque la US Navy ha confirmado que el alcance el AIM-174 ronda los 240km.

#### Contrapartes extranjeras
El AIM-174 podría ser la respuesta de Estados Unidos a los recientes desarrollos rusos y chinos de misiles aire-aire de largo alcance, siendo estos los Vympel R-37 y el PL-21 chino, siendo estos muy similares al AIM-54 Phoenix americano, retirado en 2004 junto a algunos Grumman F-14 Tomcat, única plataforma aérea de este misil. 

## Características conocidas
A continuación se muestran las características conocidas actualmente del AIM-174:
- Masa: 861 kg
- Longitud: 4,7 m
- Diámetro: 0,34 m
- Wingspan: 1,57 m
- Cabeza explosiva: Altamente explosiva con explosión de fragmentación
- Peso del explosivo: 64 kg
- Sistema de detonación: Contacto del radar/impacto/proximidad
- Motor: Motor cohete de combustible sólido
- Rango operacional: 240 km
- Velocidad máxima: Mach 3.5 (4,287.7 km/h)
- Sistema de guía: Guía interna activa y semiactiva
- Plataforma de lanzamiento: Boeing F/A-18 Super Hornet